# Brtnice (Fluss)
Die Brtnice (deutsch Pirnitzer Bach) ist ein rechter Nebenfluss der Jihlava in Tschechien.

## Geographie
Die Brtnice entspringt in einem Teich zwischen Lesná und Chalupy in der Böhmisch-Mährischen Höhe. An ihren Lauf nach Norden liegen Předín, Opatov, Karlín, Brodce, U Brodců, Kněžice, Víska, Rychlov, Brtnice und Prachovna. Am Ober- und Mittellauf speist die Brtnice mehrere Teiche, von denen der Vidlák, Zlatomlýn, Strážov, Kněžický rybník und Rychlovský rybník die größten sind.
Unterhalb von Prachovna mäandriert die Brtnice und bildet ein tiefes bewaldetes Tal. Bei Komárovice wendet sich der Fluss nach Osten. Der untere Flussabschnitt ist seit 2001 als Naturreservat PR Údolí Brtnice geschützt. Im Tal liegt die Ansiedlung Doubkov und rechtsseitig auf einem Felssporn thront die Burgruine Rokštejn (Ruckstein). Südlich von Přímělkov mündet die Brtnice unterhalb des Burgstalls Přímělkov nach 30,3 km in die Jihlava. Ihr Einzugsgebiet umfasst 122,1 km².

## Zuflüsse
- Hladovský potok (l), im Teich Vidlák
- Koryta (r), Opatov
- Karlínský potok (l), im Teich Zlatomlýn bei Karlín
- Bělohlávek (l), unterhalb Karlín
- Stráží potok (r), bei Brodce
- Kněžický potok (l), Kněžice
- Pístovecký potok (r), Víska
- Jestřebský potok (l), bei Rychlov
- Rychlovský potok (r), unterhalb des Rychlovský rybník
- Uhřínovický potok (l), Brtnice
- Špitálský potok (l), Prachovna